# Heinrich Kotzolt
Heinrich Kotzolt (* 26. August 1814 in Schnellewalde, Schlesien; † 2. Juli 1881 in Berlin) war ein deutscher Sänger und Chordirigent.

## Leben
Als Knabensolist sang er 1826 im Posener Dom die Altpartie in Anton Radziwiłłs Kantate über Faust. Eine Tragödie. Im Stimmwechsel entwickelte sich seine Stimme zum Bass. Er ging nach Breslau und sang an der 1825 eröffneten Singakademie unter Johann Theodor Mosewius. 1835 wurde er im Corps Borussia Breslau recipiert. 1836 wechselte er an die Sing-Akademie zu Berlin, deren Mitglied er von 1837 bis 1862 war. In Berlin und Danzig übernahm er einige Partien am Königsstädtischen Theater und am Theater am Kohlenmarkt (1848). Als Konzertsänger bereiste er 1842 Ostpreußen und Westpreußen. 1843 trat er als Erster Bassist in den Berliner Domchor ein. 1860 war er Dirigent des Domchors. 1866 wurde er zum Königlich Preußischen Musikdirektor ernannt. In Berlin wirkte er auch als angesehener Gesangspädagoge.

## Werke
- Gesangschule für den A capella-Gesang in 2 Kursen für die unteren Klassen aller höheren Lehranstalten, sowie für Mittel- und Volksschulen, 35 Auflagen.